# Markert (Orgelbauerfamilie)

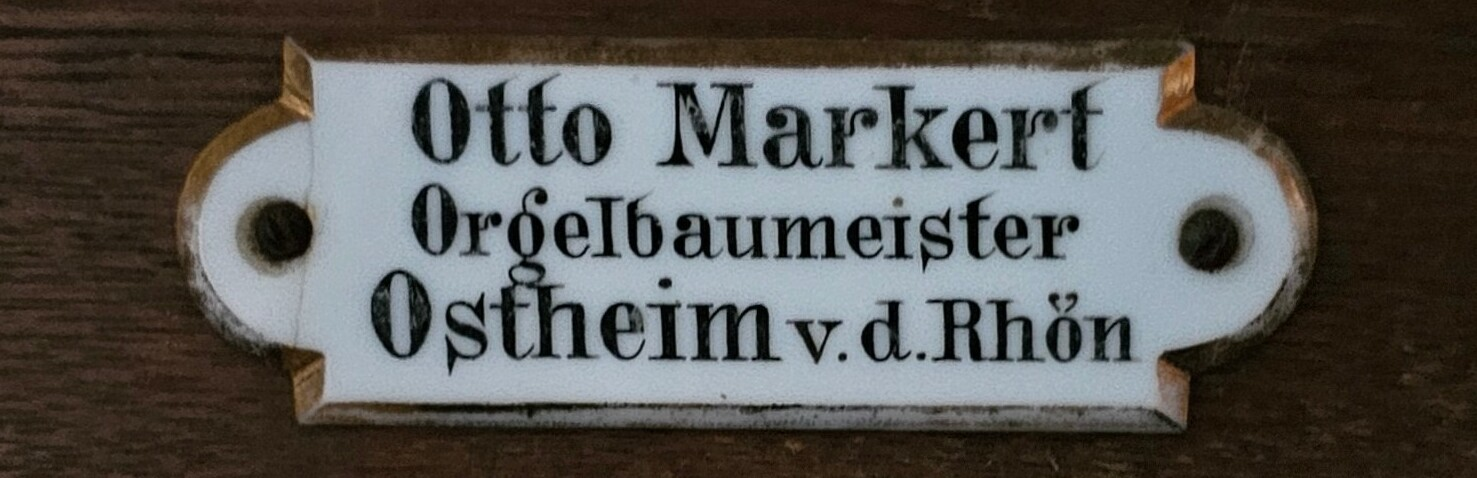
Erbauerschild in St. Jakob (Leutenberg)

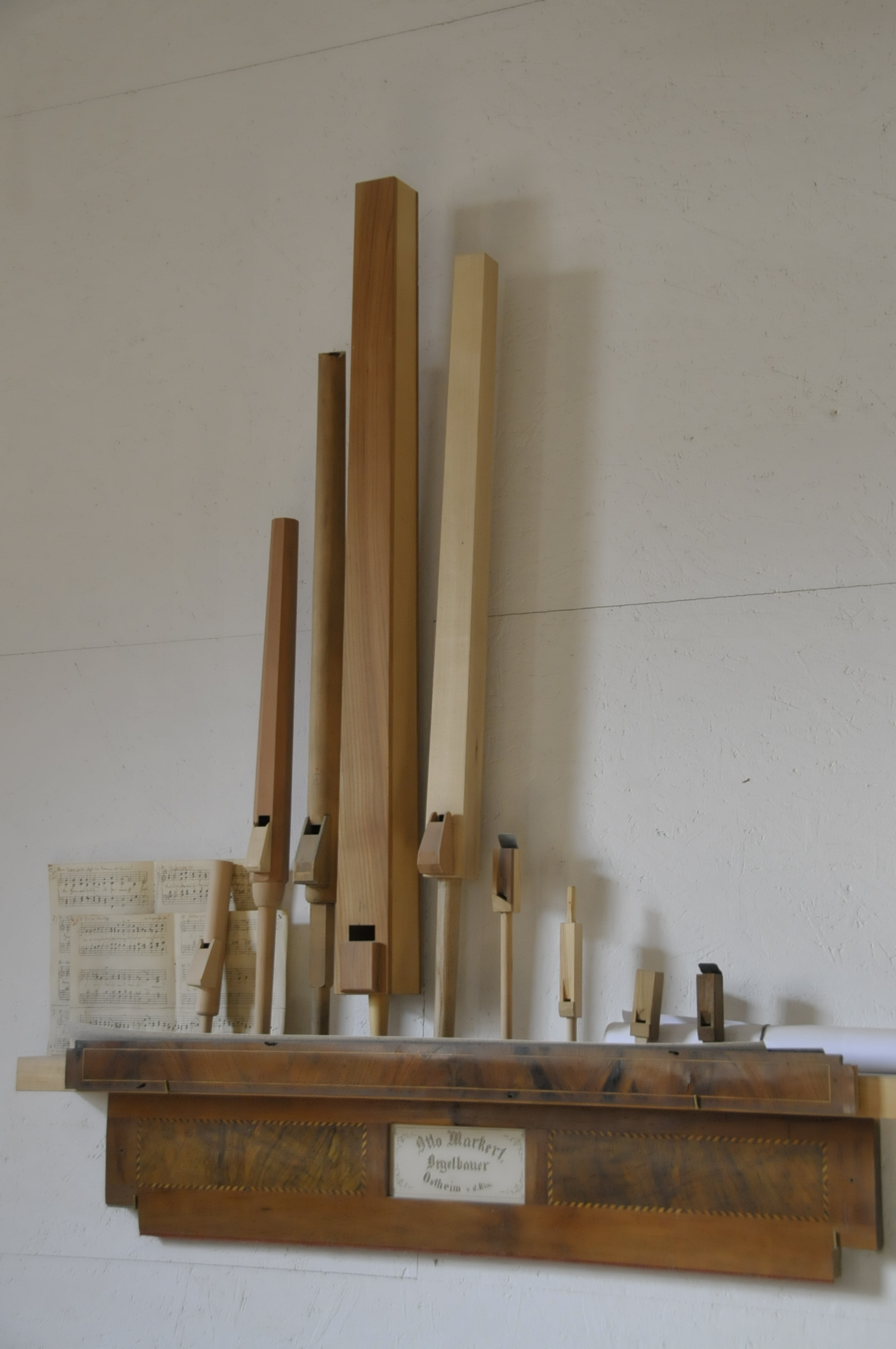
Wandregal von Otto Markert mit einigen Orgelpfeifen

Markert ist der Name einer früheren Orgelbauerfamilie aus Ostheim vor der Rhön.

## Johann Georg Markert I.
Mit dem gelernten Schreiner Johann Georg Markert I. (* 5. Juni 1781 in Ostheim; † 30. Mai 1835 ebenda) begann die Unternehmensgeschichte. Johann Georg I. war der Sohn von Johann Emmerich Markert (1743–1804) und Margarethe Elisabeth Schneider (1750–1825). Die Familie Markert lässt sich über sechs Generationen bis 1580 zurückverfolgen, seit 1701 in Ostheim. Im Jahre 1804 trat Johann Georg I. in Erscheinung, als er die barocke Orgel in der St. Michael-Kirche in Ostheim reparierte und Änderungsvorschläge machte. Ein 1806 von ihm gebautes Pedalclavichord steht im Bachhaus Eisenach.

## Johann Georg Markert II.

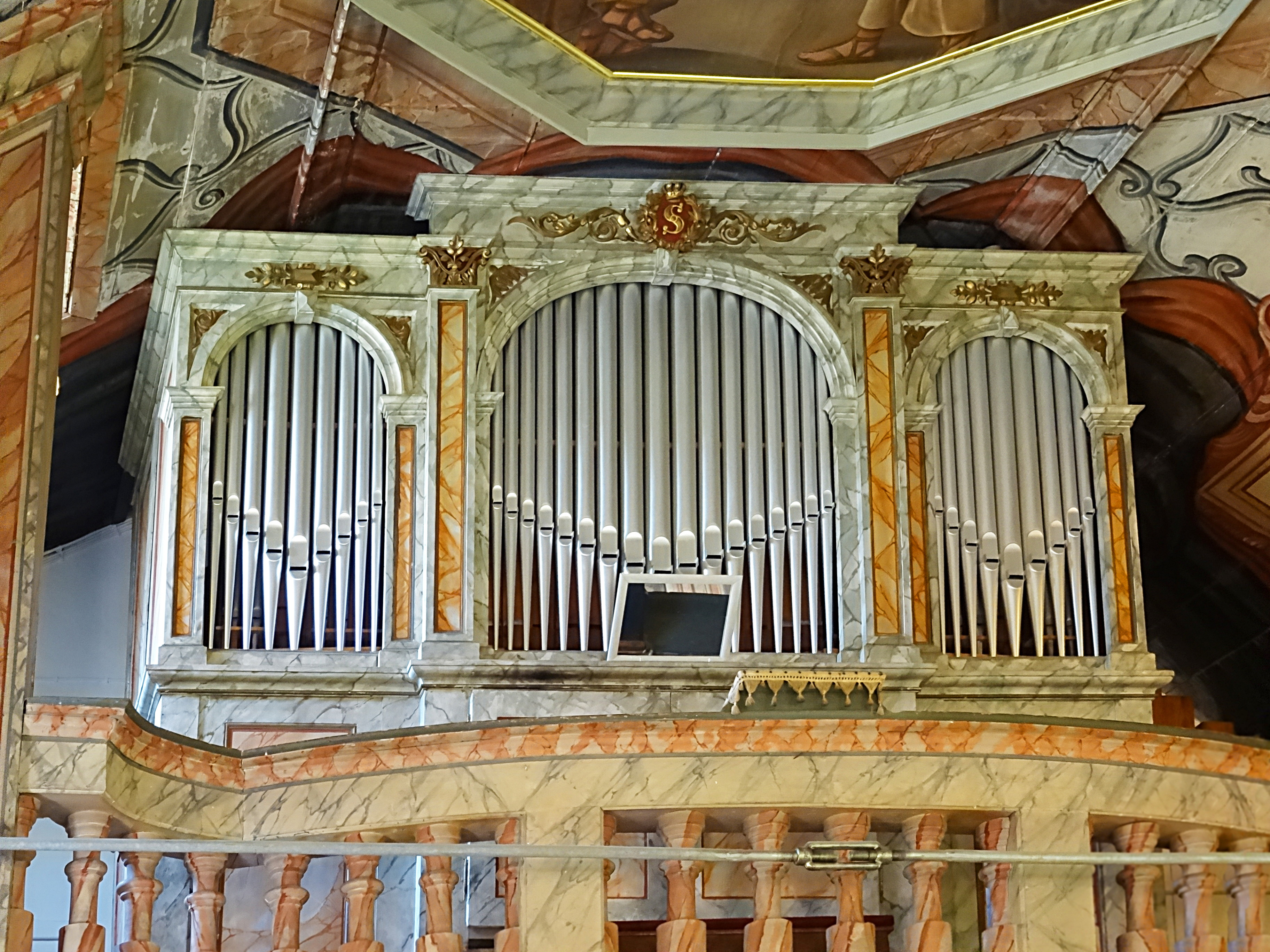
Orgel in der Barockkirche Seebach → Orgel

Johann Georg Markert II. wurde am 16. August 1813 in Ostheim geboren. Sein Vater war der vorgenannte, die Mutter hieß Maria Elisabeth Genssler (1785–1852). Von 1835 bis 1844 lernte und arbeitete er bei Johann Hartmann Bernhard im hessischen Romrod und ging danach auf Wanderschaft. Seine Stationen waren u. a. Wien, Prag, Dresden und Weimar. Von 1841 bis 1845 weilte er vermutlich bei Eobanus Friedrich Krebaum in Eschwege. Bereits seit 1844 bemühte sich Johann Georg II. um die Genehmigung, sich als Orgelbauer in Ostheim, damals im Großherzogtum Sachsen-Weimar-Eisenach, niederzulassen. Im Jahre 1845 unterbreitete er der Stadt einen Kostenvoranschlag für einen umfassenden Umbau der Döring-Orgel von 1737/1738 in der Stadtkirche St. Michael. 1847 erhielt er den Auftrag und gründete 1848 die Werkstatt in der Mamelsgasse. Der Umbau war noch im gleichen Jahre abgeschlossen. Danach kam es zur Zusammenarbeit mit anderen Orgelkennern, u. a. mit dem Orgelbautheoretiker, Orgelsachverständigen, Organisten, Lehrer und Komponisten Johann Gottlob Töpfer (1791–1870) und mit dem Kantor, Organisten und Komponisten Alexander Wilhelm Gottschalg (1827–1908). Fast 20 Orgeln sind aus Markerts Betrieb bekannt, wovon heute noch etwa die Hälfte erhalten sind. Sie stehen u. a. in Birx, Zillbach und Neidhartshausen. Johann Georg II. verstarb an seinem Geburtsort am 1. Juni 1891.

## Otto Reinhard Markert
Otto Reinhold Markert (* 26. Februar 1860 Ostheim; † 23. Februar 1944 ebenda) war Sohn des Vorgenannten. Seine Mutter hieß Dorothee Marie Bohn (1833–1918). Er lernte bei seinem Vater und arbeitete beim Berufskollegen Adam Eifert, bevor er die väterliche Werkstatt im Jahre 1886 übernahm und die mechanische Kegellade einführte. 1894 setzte er die Orgel in der St. Michael-Kirche in Ostheim im Zuge einer Kirchenrestaurierung von der Orgelempore auf eine neue Empore an der gegenüber liegenden Westwand; diese Maßnahme wurde im Jahre 1975 durch Otto Hoffmann rückgängig gemacht. U. a. die Kirchen in Hermannsfeld, Dermbach (1938) und Henneberg enthalten Instrumente dieses Orgelbauers. 1918 starb seine Frau Mathilde Friedricke (geb. 1861). Bei seinem Tode 1944 hinterließ er als einziges Kind die im Jahre 1886 geborene Tochter Ida Emilie Martha, die mit seinem Mitarbeiter Willy Hoffmann (1883–1915) verheiratet war und drei Jahre nach ihrem Vater im Alter von 61 Jahren verstarb.
Das Ehepaar Hoffmann hatte die Söhne Louis (1906–1965) und Otto (1913–2004), die 1945 den großväterlichen Betrieb übernahmen und ihn unter neuem Namen weiterführten.

## Nachfolger
Die Geschichte des Orgelbaubetriebs wurde nach 1945 durch die Enkel Louis und Otto Hoffmann fortgeführt.
Seit 1993 ist Michael Markert für die Familientradition des Orgelbaus zuständig.